# Сес-Маргалидес
Сес-Маргалидес (кат. Ses Margalides) — группа из двух небольших островов неподалёку от Ибицы (Балеарские острова, Испания), входят в состав Питиузских островов. Один из островов архипелага сравнительно крупный, другой — крошечный.
Острова представляют интерес для туристов из-за красивых пейзажей, образованных благодаря большому количеству пещер и скальных образований. Подводный мир у берегов Сес-Маргалидес отличается большим разнообразием. Локальный эндемик — Euphorbia margalidiana, исчезающий вид растений, произрастающий на небольшом каменистом участке одного из островов.